# Buesa
Buesa es una localidad española perteneciente al municipio de Broto, en el Sobrarbe, provincia de Huesca, Aragón. Se encuentra en la falda de la sierra Trallata que baja hacia el Chate por Sarvisé. Se encuentra en una pequeña cornisa en la falda de la Punta Plana de Guliana (1892 m) y del Tozal del Bun (1550 m), con abundantes vistas sobre los llanos de Plandeluviar.

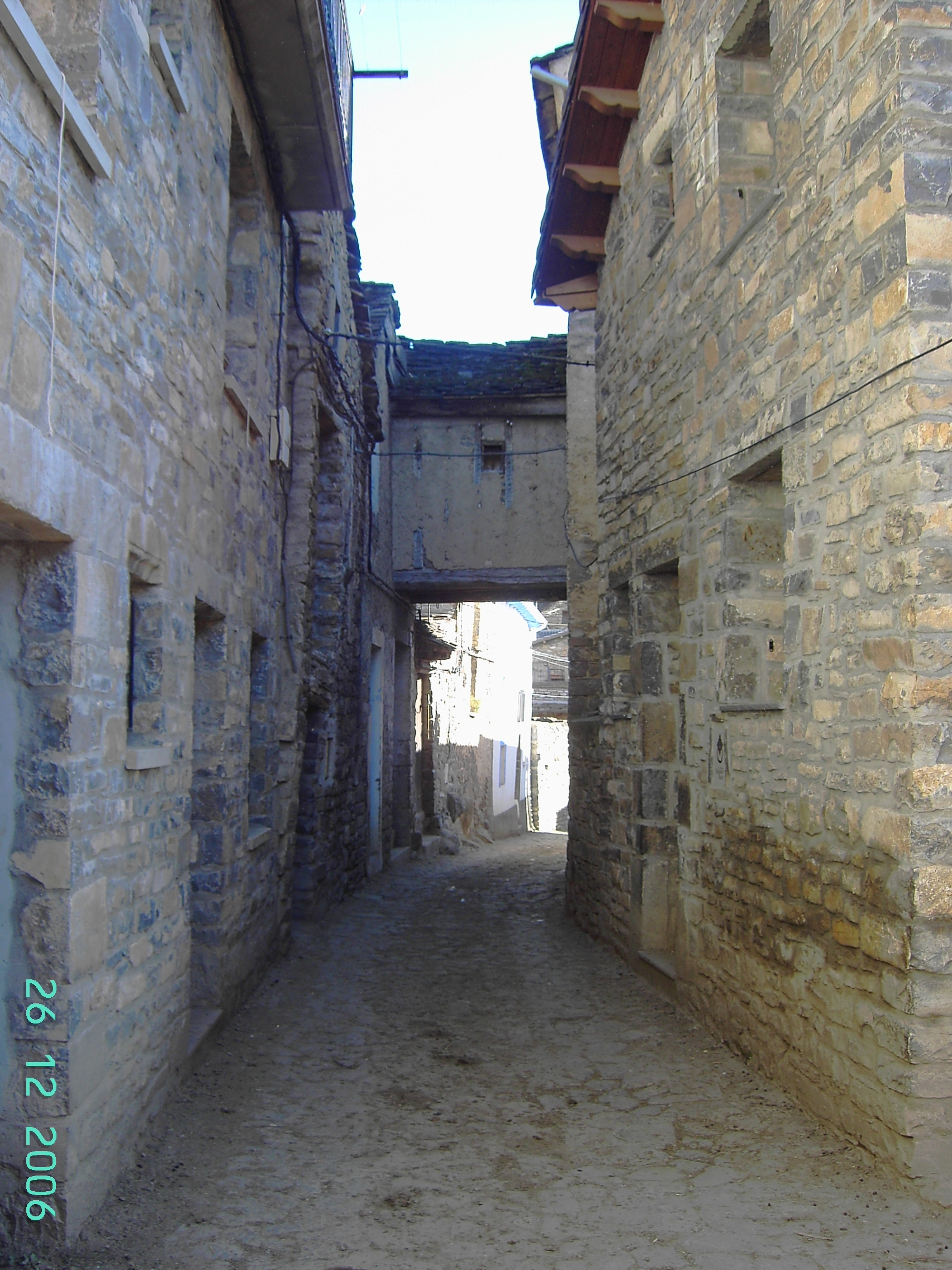
Un callejón en Buesa, que conserva un arco por encima para comunicar las edificacuiones de ambos lados.

El núcleo de Buesa se encuentra sobre la boca del valle del Chate, en las faldas de la Sierra Trallata, en la orilla oriental del Ara. La carretera que lleva hasta él arranca de cerca de Broto, tras pasar por el puente que salva el Barranco del Furco justo a la salida de dicha población, y sube por la vertiente conocida como Pitralbas hasta Buesa.
Buesa es el sitio de donde nacen diversos caminos a rutas de excursiones por la sierra Trallata. El camino a la ermita de Santa Isabel, a la virgen del Bun, y el que es más largo hasta el refugio de la caña, en lo alto del barranco del Furco, justo en el enclave conocido como A Trallata.
Buesa ha sido tradicionalmente un núcleo ganadero, con numerosos prados y sitios en los que todavía hoy es posible observar vacas paciendo en libertad.

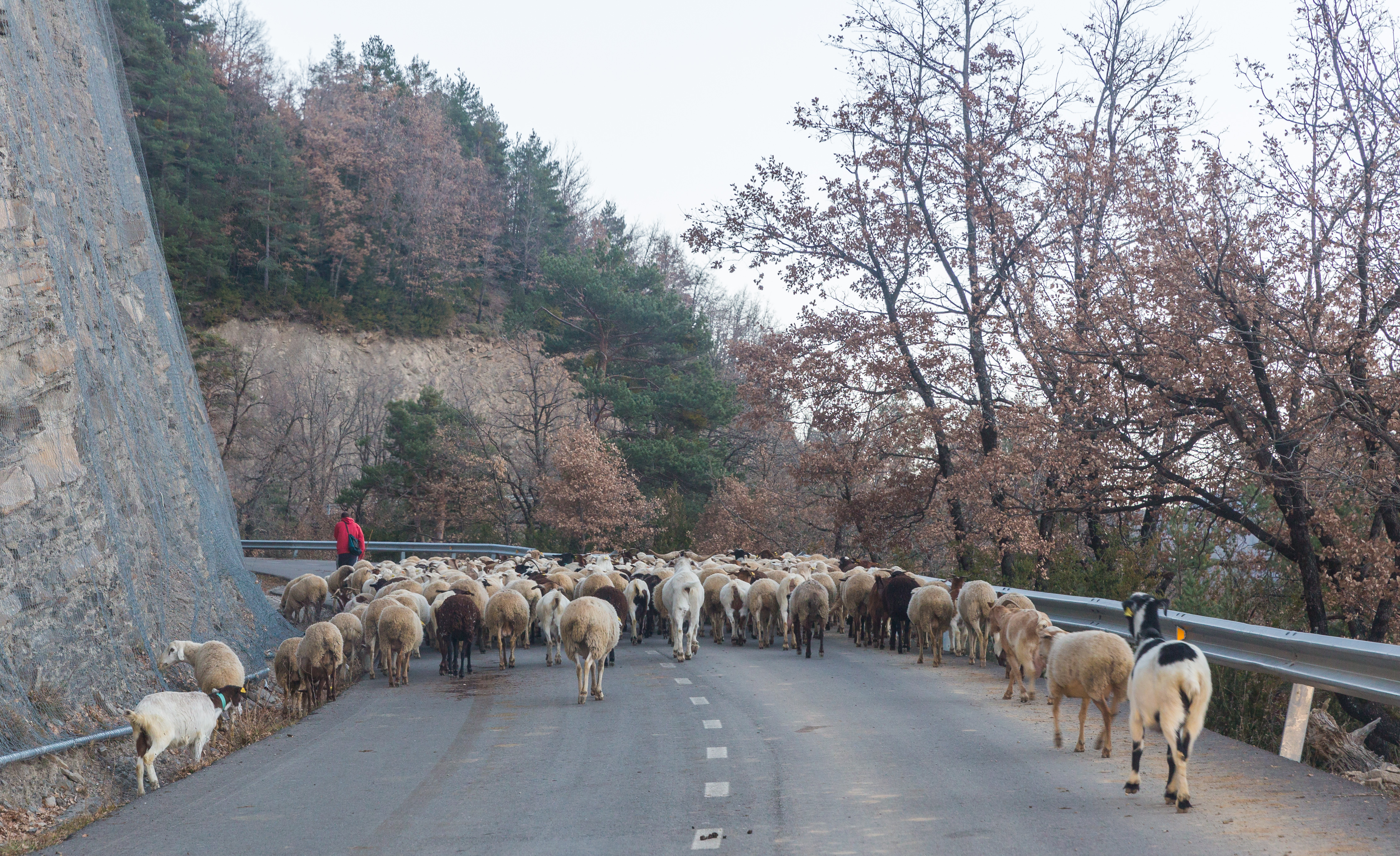
Rebaño de ovejas en las cercanías de Buesa.

## Fiestas
- 2 de julio, romería hacia la ermita de la Virgen de Bun.
- 31 de agosto, Fiesta Mayor en honor a San Ramón.